# 우량카다이
우량카다이(Uriyangkhadai, 몽골어 : Урианхадай, [uriɑŋ.xɑˈdæ], 중국어 간체자: 兀良哈台, 병음: Wùliánghātái, 1201-1272)는 몽골 제국의 우량카이(Uriankhai) 출신 장군으로, 13세기 몽골의 송 원정을 주도하였으며, 몽골군의 제1차 베트남 침공에도 참여하였다. 명장 수부타이(Subutai, 速不臺)의 아들이자 아주(Aju, 阿朮)의 아버지였다.

## 어린 시절과 유럽 원정
우량카다이는 몽골 장군 수부타이의 아들로 태어났으며 출신 부족 '우량카이'로부터 이름지어졌다. 젤메(Jelme)의 조카였다. 전설에 의하면 수부타이는 다뉴브강 강둑에서 아들 우량카다이에 의해 죽기를 바랐다고 한다.
1241년, 우량카다이는 몽골의 동유럽 원정에서 공적을 세웠다. 장 피에르 아벨 레뮈사(Jean-Pierre Abel-Rémusat)에 의하면, 우량카다이는 중국으로 보내지기 전에 몽골군 키에반 루스 침공(Mongol invasion of Kievan Rus'), 몽골군 제1차 폴란드 침공(First Mongol invasion of Poland) 몽골군 게르만 정복(conquests of Germanic lands)에 참가하였다고 한다.

## 중국 및 베트남 원정

### 운남·티베트 침공
몽골군의 남송 침공 제1단계에서 우량카다이는 3천명의 몽골 기병을 이끌고 사천을 공격하였다. 쩐 왕조(陳朝, Trần dynasty)의 다이비엣(大越)으로 진군하는 1257년 겨울 이전에, 우량카다이는 쿠빌라이(Kubilai)를 따라 대리국(大理國) 원정을 성공하였고, 쿠빌라이가 중국으로 돌아간 이후에는 티베트 부족간에 화약을 맺었다. 우량카다이는 쿠빌라이보다 더 많은 군사 원정을 수행하였고, 전투에서 가치를 입증하였다.

### 베트남 침공
1257년 가을, 우량카다이는 중국 화남으로 들어가는 길을 요구하면서 쩐타이똥(陳太宗, Trần Thái Tông)에게 서신을 세 통 보냈다. 서신을 가져 간 세 무리의 사신단이 잇달아 수도 탕롱(Thang Long, 昇龍)에 감금되자, 우량카다이는 우량카다이는 장군 트레첵두(Trechecdu)와 아주(Aju)와 함께 후면에서 침공하였다. 베트남 사료에 의하면, 몽골군은 최소 3만명의 군대로 구성되었으며, 이 가운데 최소 2천명은 대리국(大理國)에서 온 이족(彝族) 군대로 구성되었으나, 서방 자료에서는 몽골군이 약 3천명이었고 이족 군대는 1만명이었다고 평가한다. 1258년, 우량카다이는 탕롱을 함락시켰다. 중국 문헌에서는 우량카다이가 악천후로 점령 9일 만에 베트남에서 철군했다고 잘못 기록되어 있지만, 1259년까지 그의 군대는 떠나지 않았다.

### 광서·호남 침공
1259년, 우량카다이는 탕롱을 떠나 남송을 공격, 오늘날 광서(廣西)로 진격하였다. 그의 공격은 몽케 칸(Möngke Khan)이 지휘하는 사천 진격군과 산동(山東) 및 하남(河南) 진격군과 협공으로 이뤄졌다. 1259년 11월 17일경, 쿠빌라이는 호북(湖北) 악주(鄂州)를 포위하는 가운데, 전령으로부터 우량카다이의 군대가 탕롱에서 광서 영주(永州, 오늘날 광서 남녕南寧)와 계림(桂林)을 경유하여 담주(潭州, 오늘날 장사長沙)로 진군한다는 보고를 받았다. 이후 우량카다이의 군대는 화북으로 돌아가고자 장강 북쪽에 있었던 쿠빌라이에게 합류하고자 싸우면서 길을 뚫었다. 이후 1259년 8월 11일, 두 군대는 몽케 칸의 사망으로 발생한 황위 경쟁으로 인해 조어성(釣魚城)을 포위하다 화북으로 돌아갔다.

## 같이 보기
- 몽송전쟁
- 수부타이
- 젤메